# Ichthydium palustre
Ichthydium palustre är en djurart som tillhör fylumet bukhårsdjur, och som beskrevs av Kisielewski 1981. Ichthydium palustre ingår i släktet Ichthydium och familjen Chaetonotidae. Inga underarter finns listade i Catalogue of Life.